# El pájaro que bebe lágrimas
El pájaro que bebe lágrimas ( 눈물을 마시는 새 (romanización revisada, Nunmureul masineun sae)) es una saga de novelas de fantasía surcoreanas del escritor Lee Yeongdo. Esta serie es un raro ejemplo de la fantasía coreana, en la que los personajes típicos y los clichés de la fantasía occidental, como los elfos, la magia, los dragones y el uso de lenguas latinas, son reemplazados por conceptos coreanos como los dokkaebi, los ssirum y la lengua arazi, que se basa en el proto-coreano.

## Publicación
La novela se serializó por primera vez en Hitel, un foro de Internet, continuando la tradición de que todas las novelas de Lee Yeongdo se publican por primera vez online. Tras acabar la serie, el libro fue publicado por Golden Bough, una editorial surcoreana. Debido a su extensión, fue publicada en cuatro volúmenes de tapa dura.
- Libro 1: El corazón del naga
- Libro 2: Rekkons que persiguen su deseo
- Libro 3: Tokebis que encienden su fuego
- Libro 4: Humanos que buscan a su rey

En 2023, El pájaro que bebe lágrimas se vendió a una editorial europea por unos 300 millones de wones (202.668 euros) como anticipo por el derecho a publicarla.

## Trama
El mundo está dividido entre Kiboren del norte y del sur, después de que hace 1500 años, los Nagas iniciaran una "Gran Guerra de Expansión" contra otras razas para ganar territorios. El conflicto entre los habitantes del norte, que necesitaban de tierras de cultivo para comer cereales, y los Naga, que necesitaban de bosques para cazar, era inevitable. El reino de Arazi, fundado por el legendario Rekkon "el Rey Héroe", fue destruido después de cientos de años de guerra contra los Naga. Los Nhaga, animales de sangre fría, no podían vivir en las temperaturas del norte, por lo que plantaron árboles y crearon bosques donde vivir. Este bosque que cubría la mitad del mundo se llamó Kiboren. De esta manera, los Humanos, Rekkons y Tokebis, se establecieron en el Norte, adonde los Nagas no podían subir. A su vez, los Nagas se pusieron a vivir en Kiboren, que se convirtió en un laberinto al que los norteños no podían entrar, y pasaron cientos de años desconectados unos de otros.
700 años después, la separación entre los norteños y los Naga se convirtió en algo normal. Desde el Templo Hainsha se envió un mensaje al Tokebi Henby Surabol, al Rekkon Tynahan y al humano Kagan Draca. Siguiendo el viejo refrán, "Tres manejan uno", fueron empujados a formar un único grupo de rescate de tres razas y entrar en Kiboren para rescatar a un Naga.
En medio de Kiboren, Ryn Paye, un niño que vive en Hattengraj, el centro de la sociedad Naga, se hace mayor y participa en la Ceremonia de Extracción del Corazón. Es un ritual que hace inmortal a los Naga al extraer su corazón y almacenarlo en la Torre del Corazón, pero Ryn, que aún recuerda la muerte de su padre, tiene miedo de la extracción. Ryn sale huyendo de la ceremonia y presencia el asesinato de su amigo Harit Makerowe. Decide cumplir la última voluntad Harit: dirigirse al norte para encontrarse con el grupo de rescate.

## Personajes principales

### Grupo de rescate
Kagan Draka ( 케이건 드라카 (romanización revisada, Keigeon deuraka))
Un humano misterioso que caza y come Nagas. Es elegido como el pionero del Grupo de Rescate que debe rescatar a un Naga y llevarlo al templo de Hainsha. Su nombre consta de dos animales que fueron extinguidos por los Naga. En el idioma del cazador Keytazay, su nombre 'Kagan' significa león negro, y su apellido 'Draka' significa Dragón.
Bihyeong seurabeul ( 비형 스라블 (romanización revisada, Bihyeong seurabeul))
Un alegre tokebi, mayordomo del señor de Chumunuri (즈믄누리). Puede volar montando el escarabajo 'Nani' (나늬). Es elegido hechicero del Grupo de Rescate.
Tynahan ( 티나한 (romanización revisada, Tinahan) )
Un rekkon arrogante que sueña con subirse a lomos de una raya del cielo. Es elegido como el derrotador del Partido de Rescate.

### Naga
Ryn Paye ( 륜 페이 (romanización revisada, Ryun pei) 페이) )
Un joven Naga que está atormentado por el asesinato de su padre, del que fue testigo cuando tenía once años. Lo envían con la misión de abandonar Kiboren y llegar al templo de Hainsha, donde debe intentar salvar a las cuatro razas. Debido a la muerte de su padre, teme que le extraigan el corazón y huyó del ritual de extracción del corazón. Más tarde descubre la raíz del dragón, la llama 'Ashe-Harital' (아스화리탈) y la cría como un dragón. Su nombre deriva de hanja ryun (輪), que significa "rueda".
Samo Paye ( 사모 페이 (romanización revisada, Samo pei))
Una Naga femenina reconocida por sus habilidades de baile y la espada. También es amable con los machos Naga, lo cual es un comportamiento poco común en su sociedad. Como resultado, la familia Pey es popular entre los hombres y Samo se convierte en objeto de celos entre otras familias. Ella es la hermana mayor de Ryn Paye. Cuando Ryn es acusado de asesinato, ella se propone a acabar con él, según dicta la tradición Naga.
Hwarit Makerowe ( 화리트 마케로우 (romanización revisada, Hwarit Makerou) 마케로우))
Noviciado y amigo cercano de Ryn Paye. Originalmente tenía la misión de contactar al grupo de rescate en el norte.
Viass Makerowe ( 비아스 마케로우 (romanización revisada, Bias Makerou) 마케로우))
Como persona que desea convertirse en la cabeza de la familia Makerowe, no duda en cometer acciones extremas para lograr su ambición. También es una curandera muy respetada en la sociedad Naga.
Karindol Makerowe ( 카린돌 마케로우 (romanización revisada, Karindol Makerou) )
La hermana mayor de Harit, desconfiada de las ambiciones de Viass.
Galotek ( 갈로텍 (romanización revisada, Gallotek))
Guardián. Aunque es un hombre despreciado por la sociedad Naga, planea revolucionar el mundo con sus propias ambiciones. Lleva consigo el espíritu de Sarmak, el "maestro de la muerte".
Serisma ( 세리스마 (romanización revisada, Serisma))
Guardián. Pertenece al rango más alto entre los guardianes de Hattengraj.

### El pueblo del norte
Gualhide Curiha ( 괄하이드 규리하 (romanización revisada, Gwalhaid Gyuriha))
Margrave de Curiha. Como muchas personas en el Norte, desea desesperadamente el regreso del rey desaparecido durante 800 años.
Rasu Curiha ( 라수 규리하 (romanización revisada, Rasu Gyuriha))
Primo de Gualhide. Es un escritor muy conocido, tiene una lengua mordaz y una cabeza brillante.
Kithata Zaboro ( 키타타 자보로 (romanización revisada, Kitata Jaboro))
General de Zaboro. Es muy leal a su clan.
Orinol ( 오레놀 (romanización revisada, Orenol))
Gran Benevolencia del Templo Hainsha.
Jutagi ( 쥬타기 (romanización revisada, Jyutagi))
Gran maestro Zen del templo Hainsha.
Kei ( 케이 (romanización revisada, Kei))
Hijo de Boni y ayudante de Sigouriat Toll Road Rangers.
Boni ( 보늬 (romanización revisada, Boneui))
La madre de Kei y directora de Sigouriat Toll Road Rangers.
Deoni Dalbi ( 데오늬 달비 (romanización revisada, Deoneui Dalbi))
Teniente del Ejército del Norte. Siempre tiene la costumbre de correr y sus carreras tienden a atraer a la gente. También tiene una forma de pensar que es difícil de entender para la gente normal.
Bau Moridol ( 바우 머리돌 (romanización revisada, Bau Meoridol))
El señor de Chumunuri.

## Razas
El mundo de El pájaro que bebe lágrimas está habitado por cuatro razas principales: los humanos, los Naga, los Rekkon y los Tokebi . Estas razas que aparecen en El pájaro que bebe lágrimas son en muchos aspectos creaciones originales de Lee Yeongdo, aunque los Naga y los Tokebi se originan respectivamente en leyendas indias y coreanas.
Humano ( coreano ; 인간)
Una raza de personas que creen en "Dios en ninguna parte" y buscan a su rey. Tienen el poder más débil entre las cuatro razas, pero tienen la ventaja de poder adaptarse a cualquier lugar y tener la mayor población. Hay quienes no amarían nada más que ser coronados rey y restablecer el alguna vez próspero Reino Arazi .
Nhaga ( coreano ; 나가)
Una raza de personas que creen en la 'Diosa-sin-Rastros' y extraen sus corazones. Son una raza de sangre fría con rasgos reptilianos. Altamente vulnerables a los ambientes fríos del Norte, residen en Kiboren, una jungla tropical al sur de la Línea Fronteriza. Los nhaga utilizan una forma especial de comunicación silenciosa llamada Neam (니름) y se dice que pueden alcanzar un estado de inmortalidad mediante la eliminación ritual de sus corazones.
Tokebi ( coreano ; 도깨비)
Una raza de personas que creen en "Dios se mata a sí mismo" y juegan con su fuego. Los Tokebi, inspirados en un duende tradicional coreano, son seres traviesos y juguetones. Tienen una afinidad natural por la magia del fuego. Y tienen mucho miedo a la sangre, por lo que no van a la batalla y viven pacíficamente en la Ciudadela Chumunuri (즈믄누리). Se dice que la muerte mortal es simplemente un camino hacia una nueva vida para los Tokebi y que siguen viviendo como Orusin (어르신) en el más allá. Por esta razón, a menudo no tienen miedo y no rehúyen la muerte como lo hacen muchas razas mortales.
Rekkon (coreano레콘)
Una raza de personas que creen en la "Diosa inferior a todo" y persiguen su ambición. Con rasgos que recuerdan a pájaros humanoides gigantes, son guerreros con habilidades físicas abrumadoras. Pero tienen debilidad porque le temen al agua. Fabrican sus armas en The Final Forge y asumen desafíos de por vida para cumplir su ambición de batalla.

## Dios
Cada raza tiene un dios individual, con un elemento propio bajo control. También hicieron un regalo a sus respectivas razas.
Dios en ninguna parte ( coreano ; 어디에도 없는 신)
Su elemento es el viento; El viento va y viene, pero nunca está en un solo lugar. Su regalo es Naneui (나늬), una mujer humana que las cuatro razas perciben como hermosa.
Diosa-sin-rastros ( coreano ; 발자국 없는 여신)
Su elemento es el agua; el agua no deja rastro a su paso. Su don es su nombre, que el Guardián (sacerdotes nhaga masculinos) puede usar para comunicarse directamente con la diosa.
Dios se mata a sí mismo ( coreano ; 자신을 죽이는 신)
Su elemento es el fuego; El fuego consume combustible para seguir ardiendo y finalmente se mata. Su don es el poder de controlar el fuego.
Diosa inferior a todos ( coreano ; 모든 이보다 낮은 여신)
Su elemento es la tierra; la tierra está debajo de todos. Su regalo es el acero estrella (별철), que no se puede romper y nunca se oxida.

## animales
Dragón ( coreano ; 용 Yong )
A diferencia de otras novelas de fantasía, los dragones en este mundo son una especie parecida a una planta que se propaga con esporas . Cuando el ambiente es favorable para que el dragón crezca, las hojas y las flores brotan de la espora mientras su raíz se convierte en un Yonggeun (raíz de dragón). Entonces la raíz se convierte en un dragón. Al igual que las plantas, el crecimiento de un dragón refleja el entorno en el que crece; si crece con los caballos, el dragón puede convertirse en un caballo volador. Si crece en el mar, el dragón puede desarrollar patas palmeadas. Si es necesario, un dragón puede volverse casi humanoide. Fue cazado hasta la extinción por los nhaga, porque el dragón puede prender fuego al bosque.
León Negro ( coreano ; 흑사자 Heuksaja )
Poseen pelaje que emite calor. Fueron cazados hasta la extinción por los nhaga, que deseaban utilizar su piel que emitía calor como medio para atacar el norte. Simbolizan al rey de Arazi.
Skyray ( coreano ; 하늘치 Haneulchi )
Pez volador enorme. Tienen miles de ojos y llevan ruinas misteriosas a sus espaldas. Los escarabajos parecen temer a Skyray por alguna razón desconocida.
Escarabajo ( coreano ; 딱정벌레 Ttakjeongbeolle )
En lugar de caballos, los Tokebi crían enormes escarabajos voladores como medio de transporte. Tokebi logró enseñar a los escarabajos el lenguaje de señas, y los escarabajos usan sus antenas para comunicarse con Tokebi. Por lo general, son lo suficientemente grandes como para transportar hasta dos personas (una si la persona es un Rekkon).
Rey Águila ( coreano ; 왕독수리 Wangdoksuri )
Águilas gigantes, más grandes que los caimanes. Los supresores mentales Nhaga pueden volar por el cielo pilotando King Eagles.
Gran Tigre ( coreano ; 대호 Daeho )
Son más grandes que un tigre normal. En la novela, sólo hay dos Daeho; Byeolbi (별비) en la leyenda y Marunare (마루나래) que siempre está con Amo Paye.
Touksini ( coreano ; 두억시니 Dueoksini )
Se les llama una raza que ha perdido a sus dioses de otras razas. Todos los individuos exhiben patrones, hábitos y actividades irregulares para los cuales no se puede encontrar ningún promedio o estándar, y son incapaces incluso de hablar correctamente, pronunciando palabras sin sentido mediante palabras mezcladas como "rosas aburridas en las fosas nasales".

## Secuelas
Hasta la fecha, Lee Yeongdo ha escrito solo una secuela de El pájaro que bebe lágrimas: El pájaro que bebe sangre .
Algunos fans esperan que Lee Yeongdo escriba dos secuelas más, debido a la cita presente en las novelas en las que menciona la existencia de cuatro pájaros a través de un acertijo: un pájaro bebió agua, otro bebió veneno, otro bebió sangre y el otro bebió lágrimas. En la adivinanza se pregunta cual de los cuatro pájaros morirá primero y aparece en numerosas ocasiones a lo largo de El pájaro que bebe lágrimas y El pájaro que bebe sangre, siendo entrelazado con muchos de los temas que aparecen en las dos series.
Sin embargo, Lee Yeongdo aún no ha confirmado este rumor y se desconoce si realmente continuará terminando los cuatro pájaros.

## Franquicia de medios
La desarrolladora de videojuegos Krafton están creando un juego basado en esta serie.